# Ángel Jara Saguier
Ángel Críspulo Jara Saguier (né le 1er octobre 1936 à Asuncion au Paraguay et mort le 15 septembre 2008) était un footballeur paraguayen.
Darío est l'un des sept frères Jara Saguier qui pratiquèrent le football professionnel au Paraguay (les autres sont Alberto, Carlos, Críspulo, Darío, Enrique et Toribio).